# 励志演讲人
励志演讲人，或称激励演讲人、激励家，是一种公众演讲家，用于鼓舞及激励人们的内心。
企业有时候会雇佣励志演讲人清晰地表明公司战略，让企业团队有力地看见公司未来方向与潜力，激励团队更加积极地参与公司的计划，增加内部之间的粘合度从而提高的团体合作。

## 知名的励志演讲人
- 拿破仑·希尔
- 戴尔·卡内基
- 罗伯特·清崎

## 参照
1. ↑  "Adv ice & FAQs about speakers" （页面存档备份，存于）, Speakers Corner